# Saba Song
De Saba Song (Nederlands: Sabalied) is het volkslied van Saba, dat op 6 december 1985 door de eilandsraad vastgelegd werd en op 10 oktober 2010 officieel bekrachtigd werd. Het lied werd geschreven en gecomponeerd in 1960 door de dominicaner zuster Waltruda (d.i. Christina Maria Jeurissen).

## Tekst
| Officiële tekst | Letterlijke vertaling |
| --- | --- |
| Saba, you rise from the ocean, With mountains and hillsides so steep. How can we reach you to greet you Isle of the sea, rough and deep? Come, let us look at the rowers, With faces so placid and calm, Guide us now safe through the breakers Take us ashore without harm. Saba, O jewel most precious! In the Caribbean Sea, Mem’ries will stay of thy beauty Though we may roam far from thee. Saba, your roads are all climbing Steeply between the green hills. Till at the very last winding The heart with this lovely view thrills. The scene is a picturesque valley With flowers so fragrant and fine And this landscape of enchantment Beauty imprints on the mind. (Chorus) Saba, o land full of treasure Decked with your tropical plants, Verdure so rich without measure Covers the high mountain lands. The fog and the sea-breeze together Mingle and freshen the air Making, you Saba, so precious A healthy and prosperous sphere. (Chorus) Saba, O pearl of the ocean! Friendly and lovely though small, Do not forget to be grateful To God, the Creator of all. He in His goodness will guide you, And bless you in every part, Making you always more precious, Saba, so dear to my heart! (Chorus) | Saba, gij rijst op uit de oceaan, Met bergen en hellingen zo steil. Hoe kunnen wij u bereiken om u te begroeten, Eiland van de zee, ruw en diep? Kom, laat ons naar de roeiers kijken Met hun gezichten zo vredig en kalm, Leid ons nu veilig door de branding, Breng ons zonder schade aan wal. Saba, o kostbaarste juweel! In de Caraïbische Zee Zullen herinneringen van uw schoonheid overblijven Ook al mochten wij ver van u rondzwerven. Saba, uw wegen klimmen allemaal Steil tussen de groene heuvels door. Tot aan de allerlaatste bocht Het hart siddert bij dit heerlijke uitzicht. De scène is een pittoreske vallei Met bloemen zo welriekend en fijn En dit landschap van betovering Prent schoonheid in de geest in. (Refrein) Saba, o land vol schatten, Getooid met uw tropische planten. Gebladerte zo rijk zonder mate Bedenkt de hoge berglanden. De mist en de zeebries vermengen zich Met elkaar en verfrissen de lucht Om van u, Saba, zo kostbaar, Een gezonde en welvarende sfeer te maken. (Refrein) Saba, o parel van de oceaan! Vriendelijk en lieflijk, al is het klein, Vergeet niet dankbaar te zijn Aan God, de Schepper van alles. Hij zal u gidsen in Zijn goedheid En u in elk deel zegenen, Door u altijd kostbaarder te maken, Saba, zo dierbaar aan mijn hart! (Refrein) |